# اسعیا رنکین
اسعیا رنکین (انگلیسی: Isaiah Rankin؛ زادهٔ ۲۲ مهٔ ۱۹۷۸) بازیکن فوتبال اهل بریتانیا است.
از باشگاه‌هایی که در آن بازی کرده‌است می‌توان به باشگاه فوتبال برادفورد سیتی، باشگاه فوتبال بیرمنگام سیتی، باشگاه فوتبال آرسنال، باشگاه فوتبال بولتون واندررز، باشگاه فوتبال کولچستر یونایتد، باشگاه فوتبال بارنزلی، باشگاه فوتبال گریمزبی تاون، باشگاه فوتبال برنتفورد، باشگاه فوتبال مکلسفیلد تاون، باشگاه فوتبال استیونج، باشگاه فوتبال کراولی تاون، باشگاه فوتبال فارست گرین راورز، باشگاه فوتبال اشفورد تاون، باشگاه فوتبال هندون، و باشگاه فوتبال گریمزبی تاون اشاره کرد.